# Шочэн
Шочэ́н (кит. упр. 朔城, пиньинь Shuòchéng, буквально: «город Шо») — район городского подчинения городского округа Шочжоу провинции Шаньси (КНР).

## История
Ещё при империи Цинь, когда были отправлены войска на борьбу с гуннами, в 215 году до н. э. в этих местах был создан окружённый земляными валами загон для разведения лошадей, получивший название Маи (马邑, «лошадиная земля»). При империи Западная Хань был образован уезд Маи (马邑县). При узурпаторе Ван Мане он был переименован в Чжанчжао (章昭县), но при империи Восточная Хань уезду было возвращено прежнее название. Уезд просуществовал до конца империи Цзинь.
При империи Северная Ци в 555 году была образована область Шочжоу (朔州), а в 557 году её управляющие органы разместились в бывшем административном центре уезда Маи; на окрестных землях был создан уезд Чжаоюань (招远县). При империи Суй в 605 году уезд Чжаоюань был переименован в Шаньян (鄯阳县).
При империи Тан в 717 году к востоку от уезда Шаньян был создан уезд, вновь получивший название Маи, и также, как и Шаньян, подчинённый области Шочжоу. В X веке Шочжоу вошла в число шестнадцати округов, переданных Ши Цзиньтаном киданям в качестве уплаты за помощь в восхождении на престол.
При империи Мин в 1369 году уезд Шаньян был расформирован, и в подчинении области Шочжоу остался лишь уезд Маи. При империи Цин в 1796 году уезд Маи также был расформирован, и область Шочжоу стала безуездной.
После Синьхайской революции в Китае была проведена реформа структуры административного деления, в ходе которой области были упразднены, и в 1912 году область Шочжоу была преобразована в уезд Шосянь (朔县) провинции Шаньси.
После образования КНР уезд был передан в состав провинции Чахар. В 1952 году провинция Чахар была расформирована, и 13 уездов, переданных в состав провинции Шаньси, были объединены в Специальный район Ябэй (雁北专区). В 1958 году к уезду Шосянь был присоединён уезд Пинлу. В 1959 году Специальный район Ябэй и Специальный район Синьсянь (忻县地区) были объединены в Специальный район Цзиньбэй (晋北专区). В 1961 году Специальный район Цзиньбэй был вновь разделён на Специальный район Ябэй и Специальный район Синьсянь; при этом уезды Шосянь и Пинлу были вновь разделены. В 1970 году Специальный район Ябэй был переименован в Округ Ябэй (雁北地区).
В марте 1988 года постановлением Госсовета КНР был образован городской округ Шочжоу, а бывший уезд Шосянь стал районом Шочэн в его составе.

## Административное деление
Район делится на 4 уличных комитета, 2 посёлка и 9 волостей.